# Irredentizmus
Az irredentizmus (olasz irredento, azaz „meg nem váltott” szóból) a nacionalizmussal és a revizionizmussal összefüggő eszme vagy mozgalom, melynek célja, hogy bizonyos területeket történelmi, etnikai vagy földrajzi érvek alapján annektáljon egy másik állam területéből. Az irredentizmus területi követeléseit (valós vagy képzelt) történelmi és/vagy etnikai összetartozás, esetleg „földrajzi logika” alapján próbálja igazolni, gyakran azzal, hogy a terület korábban, a történelem egy részében az anyaállam részét képezte. A különféle nacionalista és pánnacionalista mozgalmak gyakran fogalmaznak meg irredentista követeléseket.

Az irredentizmus elnevezés az Italia irredenta mozgalomból ered, amely az Osztrák–Magyar Monarchia olasz nyelvű területeinek az olasz állammal való egyesítését követelte. 
A két világháború között Magyarországon a magyar revíziós törekvések egyik vezéreszméje lett, hiszen az ország a trianoni béke következtében igen jelentős területeket és magyar ajkú népességet veszített. Az 1930-as évek magyar irredentizmusa hozzájárult ahhoz, hogy az ország a náci Németországgal szövetkezett.
A Krím-félsziget 2014-es orosz annektálása az irredentizmus egy modern kori példája. Az orosz–ukrán konfliktus, majd a háború is a nacionalista követelések alapján alakult ki.

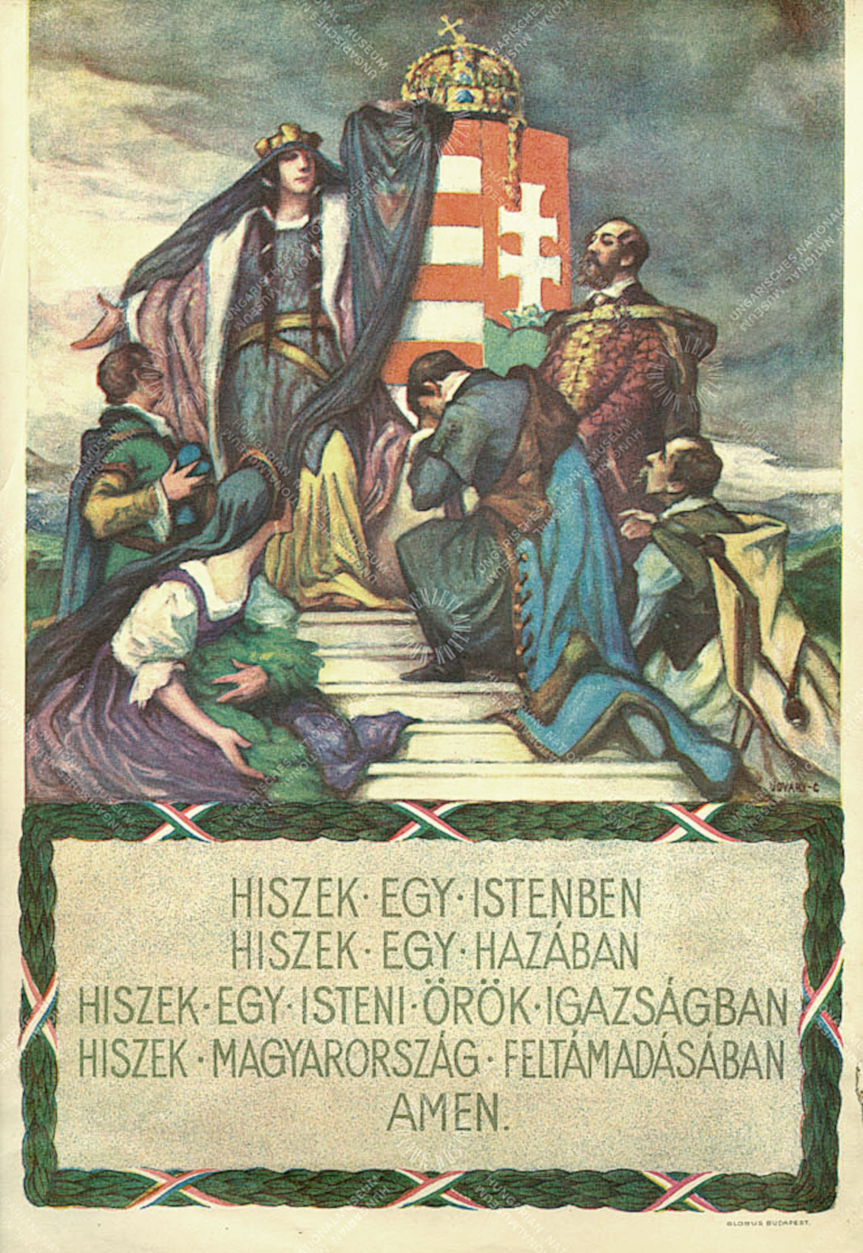
Magyar irredenta plakát 1922-ből. Az első világháborút lezáró trianoni béke aláírása után az irredentizmus kultusszá vált Magyarországon, kialakultak sajátos jelképei

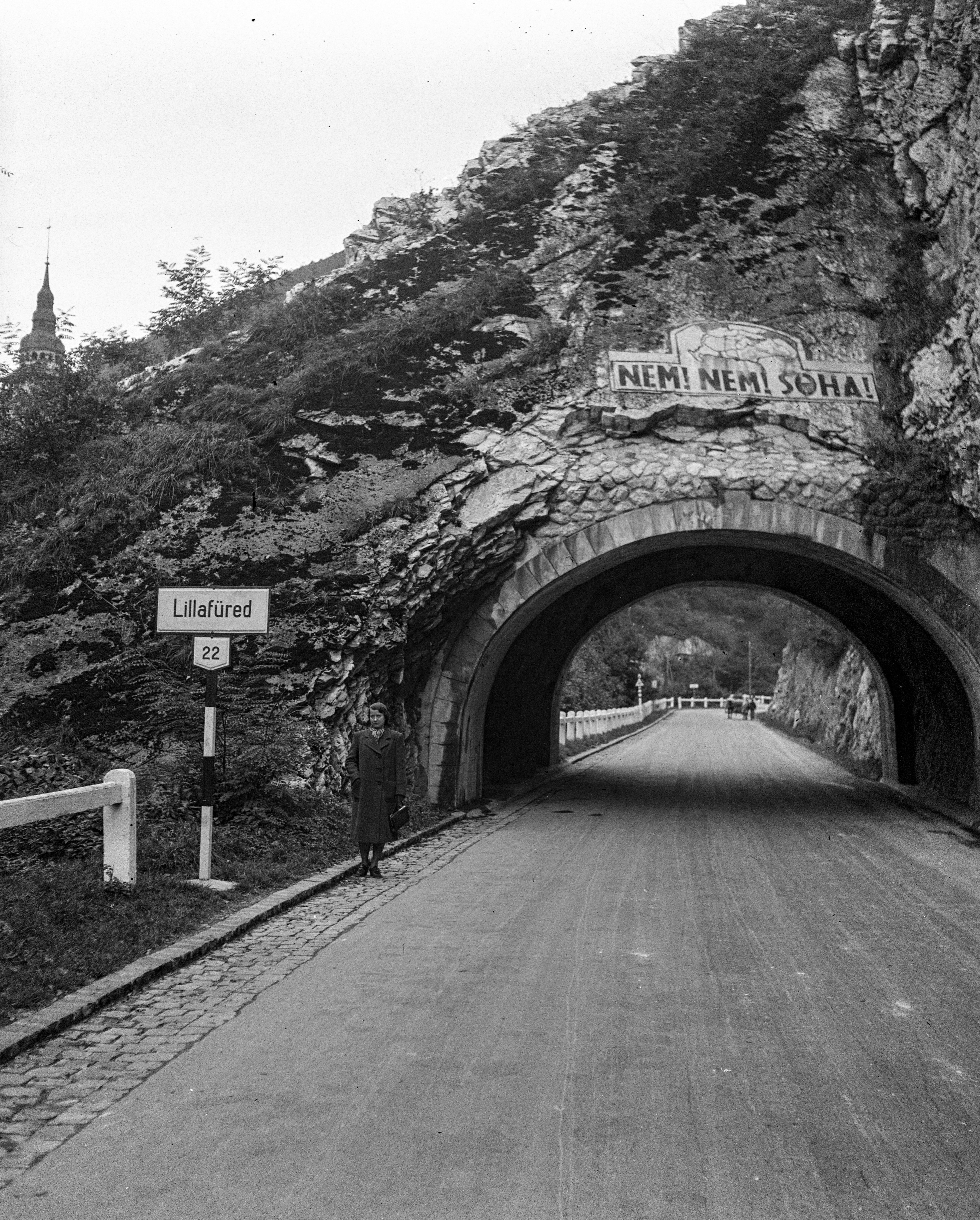
A két világháború közötti Trianon-ellenes magyar revizionista propaganda jelszava Lillafüred mellett (1939)

## Modern irredenta törekvések

### Albánia
„Nagy-Albánia” létrehozása, azaz Koszovó annektálása, és az Észak-Macedónia területén élő albán többségű területek megszerzése.

### Argentína
Falkland-szigetek, valamint a Déli-Georgia és Déli-Sandwich-szigetek megszerzése. Ezen törekvés vezetett a Falkland-szigeteki háború kitöréséhez az Egyesült Királysággal, ami akkor és azóta is birtokolja ezen szigeteket.

### Bosznia-Hercegovina
A Szandzsák megszerzése.

### Bulgária
„Nagy-Bulgária” létrehozása, azaz a San Stefanó-i béke által megszabott határ visszaállítása, Makedónia, a nyugati határvidék és a második világháború után elveszített területek annektálása.

### Comore-szigetek
A Comore-szigetek a francia védnökség évei után, 1975. július 6-án Mayotte-sziget kivételével elszakadt Franciaországtól. A cél a Mayotte-sziget annektálása.

### Horvátország
„Nagy-Horvátország” létrehozása Bosznia-Hercegovina, a Szandzsák, Bácska, Szerémség, valamint a Kotori-öböl és környékének annektálásával.

### India
A Kasmír feletti teljes ellenőrzés megszerzése, valamint „India egyesítése”, Afganisztán, Pakisztán, Nepál, Bhután, Mianmar, Jünnan és a Tsangpo (Brahmaputra) folyótól délre eső területek (Dél-Kína, Dél-Tibet), Szisztán és Beludzsisztán tartomány (Délkelet-Irán), Srí Lanka, Maldív-szigetek, Laosz, Thaiföld, Kambodzsa, Brunei, Kelet-Timor, Indonézia, Malajzia, Szingapúr, Mauritius, Seychelle-szigetek, Comore-szigetek, és még pár másik sziget, szigetcsoport, vagyis Dél- és Délkelet-Ázsia egyesítése. Ezen országok, területek jelenleg vagy hindu többségűek, vagy az iszlám délkelet-ázsiai térhódítása előtt mind hindu befolyás alatt álltak.

### Írország
Észak-Írország megszerzése az Egyesült Királyságtól, azaz az Ír-sziget egyesítése.

### Kína
A Kínai Köztársaság (Tajvan) célja Kína, Mongólia, Tajvan, Burma és Tuva egyesítése, azaz „Nagy-Kína” létrehozása.

### Magyarország

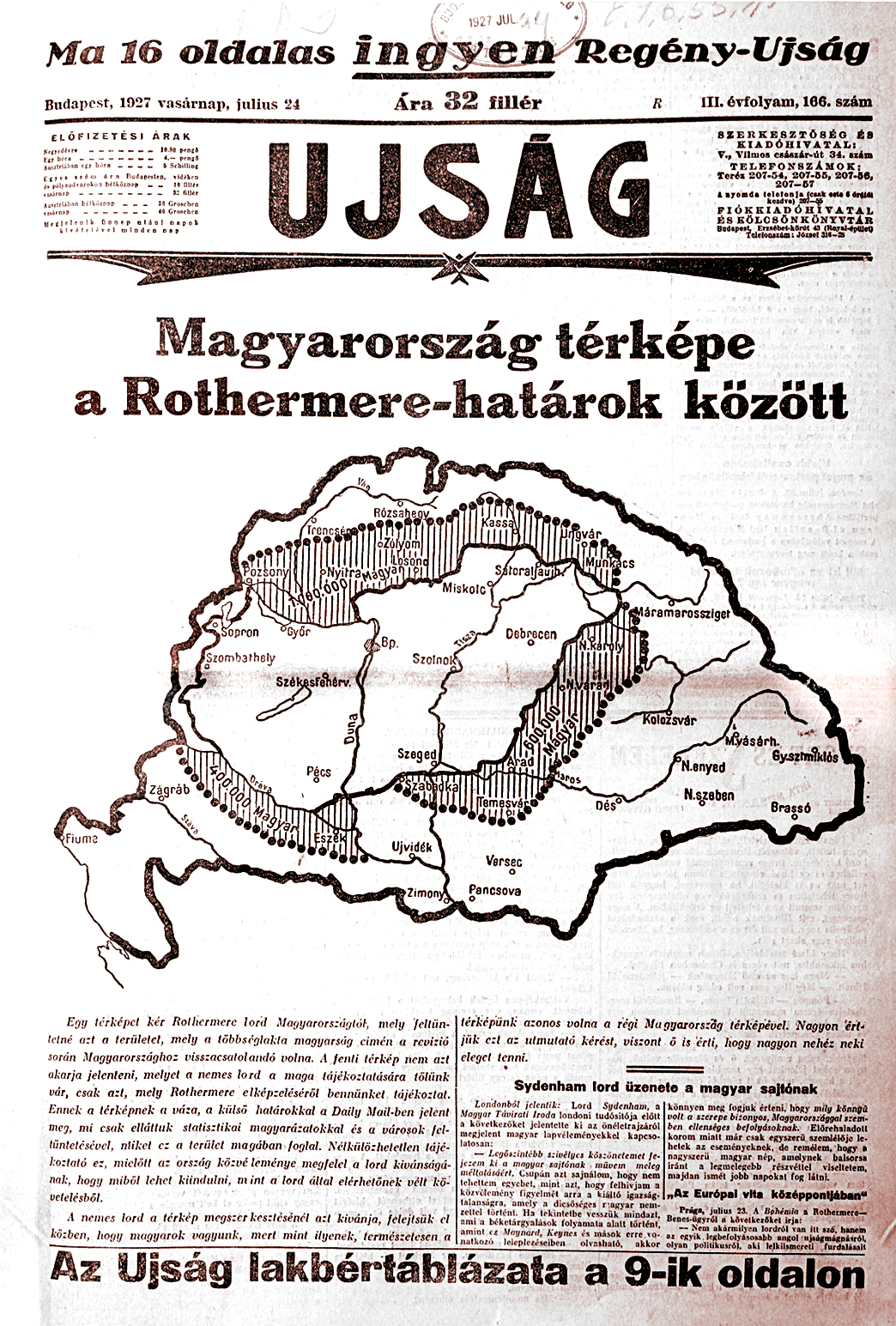
Az Újság című napilap első oldala, 1927. július 27.

A Trianon következtében elveszített területek visszaszerzése, azaz a történelmi Magyarország területi integritásának visszaállítása. Az irredentizmus hamar kultusszá vált Magyarországon, kialakultak saját jelképei, és a két világháború közötti időszak egészében jelen volt – ez a különböző politikai köröknek, társadalmi szervezeteknek is köszönhető, sőt elmondható, hogy egy idő után már maga a politika, és nem a társadalom tartotta életben a kultuszt.
A magyarországi irredentizmus kialakulása már 1918–1920 között megkezdődött, de tényleges kibontakozására a békeszerződés után került sor. Hivatalosan a második bécsi döntésig tartott, de a „Mindent vissza!” jelszó még azután is sokáig élt.
A Magyarország Területi Épségének Védelmi Ligája, vagy rövidebben (Magyar) Területvédő Liga (TEVÉL) az első világháború végén a Károlyi Mihály-kormány segítségével alakult országos politikai propagandaszervezet volt, amely a történelmi Magyarország területi egységének megóvását tűzte zászlajára. Első elnöke lóci Lóczy Lajos, akinek a lemondását követően gróf széki Teleki Pál a második, majd Urmánczy Nándor lett a harmadik elnöke. Az 1920-as évek közepén a központosítás és az átszervezések jegyében be nem olvasztották a Magyar Nemzeti Szövetségbe. 1921. szeptember 16-án megalakult a szintén irredenta Honvédelmi Párt, melynek az elnöke Urmánczy, a korelnöke Persay Ferenc lett.

### Marokkó
„Nagy-Marokkó” létrehozása nyugat-algériai, mali, szenegáli területek, valamint Nyugat-Szahara és Mauritánia bekebelezésével. Nyugat-Szahara ezért került 1975-ben a spanyolok kivonulása után azonnal marokkói megszállás alá (ami mind a mai napig tart).

### Németország
„Nagy-Németország” létrehozása, az Európában elszórtan élő németek, tágabb értelemben véve pedig az összes germán nép egyetlen államba tömörítése.

### Örményország
Tágabb értelemben az ún. „Wilsoni Örményország” létrehozása, szűkebb értelemben véve pedig az Örményországgal határos államokban élő örmény többségű területek (Hegyi-Karabah és Dzsavaheti) egyesítése, valamint Nahicseván annektálása. Ezen törekvés miatt tört ki a hegyi-karabahi háború 1988-ban, aminek következtében Hegyi-Karabah örmény katonai megszállás alá került a Karabah és Örményország közti egyéb azeri területekkel együtt (mind a mai napig örmény fennhatóság alatt vannak)

### Pakisztán
A Kasmír feletti teljes ellenőrzés megszerzése. Pakisztán az egész államot sajátjának tekinti, de csak a terület felét tartja ellenőrzése alatt, míg a másik fele indiai fennhatóság alatt áll.

### Románia
Az első világháború után létrejött „Nagy-Románia” területi integritásának visszaállítása, azaz Besszarábia (benne Moldova), Észak-Bukovina és Dél-Dobrudzsa annektálása. Egyes extrémebb elképzelések még a teljes Tiszántúl, valamint a Bánság megszerzését is zászlajukra tűzték, vagyis Románia nyugati határát a Tisza folyó mentén képzelik el. Ennek képviselője manapság a Nagy-Románia Párt.

### Spanyolország
Gibraltár visszaszerzése.

### Szerbia

A Vojislav Šešelj szerb radikális politikus által szorgalmazott Nagy-Szerbia határainak egyik elképzelése

„Nagy-Szerbia” létrehozása; a Bosznia-Hercegovina és Horvátország területén élő szerbek és az anyaország egyesítése, Koszovó annektálása, valamint kisebb, a jelenlegi Szerbiával határos magyarországi, romániai, sőt még bulgáriai területek megszerzése is.

### Szomália
„Nagy-Szomália” létrehozása egyes kenyai és a etiópiai területek, valamint Szomáliföld egyesítésével.

## Régebbi irredenta törekvések

### Iszlám Állam
2019-ig az Iszlám Állam egy nagy kalifátus tervét melengette magában, azonban ez a terrorszervezet megszűnésével, feloszlásával nem történhetett meg.

### Olaszország
Az Osztrák–Magyar Monarchia területéhez tartozó olasz nemzetiségűnek tartott területek (Dél-Tirol, Isonzo-vidék, Isztria, Fiume) megszerzése.

### Szerbia
Az összes délszláv nemzetiség (a bolgárok kivételével) egyetlen államba tömörítése. Jugoszlávia, pontosabban a Szerb–Horvát–Szlovén Királyság 1920-as létrejöttével ez az irányzat megszűnt.

### Csehszlovákia
A közös cseh és szlovák állam létrehozása. Csehszlovákia megszületésével ez az irányzat megszűnt.